# Ulsrud Station
Ulsrud Station (Ulsrud stasjon) er en metrostation på Østensjøbanen på T-banen i Oslo. Stationen ligger i kvarteret i kvarteret Ulsrud mellem Bøler og Oppsal.
I begyndelse af 1980’erne blev stationsbygningens ventesal udsmykket med et keramikrelief af Bøler-kunstneren Fritz Røed. Efter at stationen blev ubemandet, blev den benyttet som køreskole og nu som teknikerrum.
Stationen var lukket fra 7. april 2015 til 10. januar 2016 for opgradering til metrostandard med universel udformning og LED-belysning.